# Hendorabi
Hendorabi (perz. هندرابی, ili Hendurabi) je otok smješten u Perzijskom zaljevu odnosno iranskoj pokrajini Hormuzgan. Proteže se oko 7 km u smjeru istok-zapad, dok mu je poprečna širina približno 3,5 km. Od kopna je udaljen 5 km, površina mu iznosi 22,8 km², a najveća visina 43 m. Jedino naselje na otoku je istoimeno selo Hendorabi na sjevernoj obali koje ima 80 stanovnika. Gospodarstvo Hendorabija orijentirano je na ribarstvo.

## Poveznice
- Popis iranskih otoka

## Vanjske poveznice
|  | Zajednički poslužitelj ima još gradiva o temi Hendorabi |